# Rolf Meinhardt
Rolf Meinhardt (* 8. Oktober 1941; † 14. Mai 2010 in Oldenburg (Oldenburg)) war ein deutscher Erziehungswissenschaftler und Migrationsforscher.

## Leben
Meinhardt studierte von 1964 bis 1967 an der Pädagogischen Hochschule Oldenburg. Er unterrichtete zunächst an Grund- und Hauptschulen, war wissenschaftlicher Assistent an der PH Braunschweig und wurde 1978 an der Georg-August-Universität Göttingen promoviert. 1983 wurde er Hochschulassistent an der Carl von Ossietzky Universität Oldenburg und habilitierte sich dort 1987.
1992 erfolgte die Ernennung durch das Land Niedersachsen zum außerplanmäßigen Professor für Erziehungswissenschaften mit dem Schwerpunkt Interkulturelle Bildung an der Fakultät I Bildungs- und Sozialwissenschaften der Carl von Ossietzky Universität Oldenburg. Als Emeritus vertrat er das Fachgebiet der Bildungs- und Sozialarbeit mit ethnischen Minderheiten am Interdisziplinären Zentrum für Bildung und Kommunikation in Migrationsprozessen IBKM, dessen langjähriger Direktor er war, und setzte Maßstäbe innerhalb der deutschen Bildungslandschaft.
Er starb an den Folgen eines Herzinfarktes während der Bundesintegrationskonferenz 2010 in Oldenburg.
Meinhardt hat zahlreiche wissenschaftliche Arbeiten veröffentlicht.

## Schriften
- Ausländerfeindlichkeit. Eine Dokumentation, 1982, ISBN 3-88548-025-5
- Türken raus? oder Verteidigt den sozialen Frieden. Beiträge gegen die Ausländerfeindlichkeit, Rowohlt 1991, ISBN 3-499-15033-6
- Hochschullotsen an der Universität Oldenburg: Evaluierung eines Pilotprojektes, BIS 2010, ISBN 3-8142-2166-4, zusammen mit Julia Klausing